# Rexea brevilineata
Rexea brevilineata är en fiskart som beskrevs av Parin, 1989. Rexea brevilineata ingår i släktet Rexea och familjen havsgäddefiskar. Inga underarter finns listade i Catalogue of Life.